# Istituto friulano per la storia del movimento di liberazione
L'Istituto friulano per la storia del movimento di liberazione (noto anche con l'acronimo IFSML) è un ente di ricerca storica associato all'Istituto nazionale Ferruccio Parri. Rete degli istituti per la Storia della Resistenza e dell'età contemporanea.

L'istituto raccoglie nel proprio archivio, in coordinamento con la rete nazionale, documentazione relativa alla Resistenza ed in generale alla storia del Friuli-Venezia Giulia nell’età contemporanea, dispone di una biblioteca specialistica aperta al pubblico, promuove la ricerca storica e l'aggiornamento didattico, sviluppa un'attività editoriale su queste tematiche.

## Origini, fondi archivistici, attività
L'istituto friulano per la storia del movimento di liberazione è stato fondato nel marzo 1970 da esponenti della Resistenza friulana, da storici e da uomini politici di orientamento antifascista come ente a carattere interprovinciale (Udine, Gorizia, Pordenone), con lo scopo di favorire e incentivare la ricerca e lo studio della storia contemporanea, sia in ambito locale che nazionale, raccogliere un archivio storico e formare una biblioteca specializzata in storia contemporanea, liberamente consultabili dagli studiosi.

### Archivio
I principali fondi archivistici conservati sono: Partito nazionale fascista di Cormons, Partito nazionale fascista di Udine (anni quaranta), Rappresaglie eccidi arresti in Friuli, Giacuzzo Riccardo, Consiglio provinciale delle Corporazioni di Udine, Lacchin Raimondo, Gasparini Leopoldo, Mirolo Angelo, Fornasir Ardito, CLN del Friuli, Censura di guerra in Friuli, Diari storici parrocchiali, Kitzmüller Johannes, Resistenza italiana sul confine orientale (copia dall'Istituto di storia contemporanea di Lubiana, Gruppi di difesa della donna, Marini Vincenzo, Modotti Tina, Partito d'Azione Federazione di Udine, Partito Radicale di Udine, Slovenia (copia dall'Archivio della Repubblica di Slovenia), Simsig Eligio, Iaksetich Giorgio, Repubblica sociale italiana in Friuli, Processo Porzus (copia dall'archivio Associazione Partigiani Osoppo), Battocletti Giovanni, Friuli Anni Trenta, Unione Donne Italiane di Udine, Lizzero Mario (Andrea), Clocchiatti Amerigo, Emigrazione (copia dalla Soc. Umanitaria di Milano). Di questi archivi è consultabile l'inventario on line.

L'Istituto conserva anche un archivio fotografico. Sono consultabili on line gli inventari dei seguenti fondi: Colonnello Giovanni Angelo, Museo nazionale di storia contemporanea di Lubiana (copia), Istituto friulano per la storia del movimento di Liberazione, Mostre presso i Civici musei di Udine , Fototeca Centro Leopoldo Gasparini (copia), De Luca Natalino, Fabian Aldo, Nigris Ciro, Totis Gianni (Cosacchi), Poletto Silvino "Benvenuto" , Ferenc Tone, Tonelli famiglia, Resistenza in Friuli (copia), Anpi  (Gorizia), Anpi  (Udine) , Badeschi Giulio , Cartoline (Museo Cervi), Candotti Mario "Barbatoni" , Solari Bianca, Giacuzzo Riccardo, Lizzero Mario "Andrea Lima", Marini Vincenzo "Banfi", Papais Gustavo,  Pitotti Anna (copia), Serena Spartaco "Agile".

### Biblioteca
La biblioteca conserva 35000 volumi e 116 riviste storiche, di cui 63 in corso (2018), liberamente consultabili dal pubblico. Il catalogo è consultabile on line.

### Pubblicazioni
Tra le principali pubblicazioni:
- Caduti, Dispersi e Vittime civili dei Comuni della Regione Friuli-Venezia Giulia nella seconda guerra mondiale, Udine, IFSML, 1987-1992 in cinque volumi.
- Il Friuli, storia e società, Udine, IFSML, 2000-2016 in sei volumi
- A. Buvoli – F. Ceccotti – L. Patat (a cura di), Atlante storico della lotta di liberazione nel Friuli – Venezia Giulia. Una resistenza di confine. 1943-1945, Udine, IFSML – IRSML – IPSML – Centro isontino di ricerca “L. Gasparini”, 2006
- La rivista annuale Storia contemporanea in Friuli, Udine, IFSML, 1971 - in corso di pubblicazione[4].